# Il giorno della tartaruga
Il giorno della tartaruga è una commedia musicale di Garinei e Giovannini con Massimo Franciosa e Luigi Magni, andata per prima volta in scena al Teatro Sistina di Roma il 26 ottobre 1964.

## Produzione
La commedià segnò il tentativo degli autori di percorrere sempre strade diverse per fare teatro musicale, di mettersi alla prova. Il pubblico del Sistina, abituato ai fasti del Rinaldo in campo, alla prima restò un po' sorpreso nel trovarsi di fronte solo una coppia di attori, peraltro piccoletti entrambi, circondati da ballerini e coro. Rimanendo i due sempre in scena, e interpretando anche altre parti, i camerini erano di fatto aboliti: utilizzando scenografie apposite, gli attori cambiavano costume sul palcoscenico stesso nel corso di cambi di scena.
Anche questa commedia musicale fu tradotta e prodotta all'estero, al Théâtre Marigny di Parigi, con interpreti di primo piano come Annie Girardot e Philippe Nicaud.
Una versione televisiva, allestita con gli stessi attori con la regia di Carla Ragionieri, venne trasmessa sul Programma Nazionale della Rai il 7 agosto 1966.
La più recente messa in scena, nella stagione 2017/2019, prodotta dal LIM, vede come protagonisti Cesare Vangeli e Cristina Pensiero con la regia di Claudio Insegno.

## Trama
Nel giorno del proprio compleanno il geometra Lorenzo Lombardi (Renato Rascel) rientra a casa dal cantiere, dove lo aspetta la moglie Maria (Delia Scala). Già sa che Maria gli consegnerà uno splendido regalo. Impaziente, deve penare per averlo perché lei glielo vuole consegnare a un'ora stabilita, più tardi. Giunto il momento Lorenzo riceve solennemente il regalo, ma scopre che non è la cosa che desiderava e si aspettava, ma un oggettino insignificante. Delusione, rimprovero, discussione e ne nasce una rissa coniugale che si autoalimenta e si protrae per tutte le due ore e mezza dello spettacolo. Tutto della loro vita insieme, dal presente al momento in cui si sono conosciuti casualmente, viene richiamato e diventa motivo di bisticcio. E si litiga per una sequenza interminabile di cose: un tavolo da disegno, la cena del compleanno, l’orologio di Danton, una sigaretta, i parenti di lei, gli amici di lui, una serata al cinema, una gita al mare, un disco americano, un acquazzone d’aprile, un arcangelo radiante, una chiave, una telefonata interurbana, un panino, una febbre, un diario, un taxi, una visita notturna. E neppure evitano d'intromettersi gli invadenti parenti. Rinfacciandosi i momenti insopportabili che fanno parte della routine quotidiana, Maria e Lorenzo si trovano a ricostruire, fra rimpianti e nuove occasioni di bisticcio, anche gli episodi romantici che li hanno portati a unire le loro vite. Ciascuno, in un intreccio di simulazioni, ostenta verso l'altro un'inflessibilità che in realtà è debole, e gli nasconde il desiderio e la disponibilità a rappacificarsi, ma ogni tentativo fallisce e comporta la ricaduta nel risentimento reciproco. Finché non emerge una verità nascosta a chiarire il malinteso che ha scatenato tutto lo scontro.

## Canzoni

### I° Tempo
- Tarta-tartaruga (coro)
- L’orologio di Danton (coro)
- Come colombi (coro)
- Le donne non capiscono il dopo (Rascel, Scala e coro)
- Rinfresco nuziale (Rascel e coro)
- Maria, non andar via (Rascel e Scala)
- Aspettando che spiova (Rascel, Scala e coro)
- L’Orchestra di Villa Balestra (Rascel e Scala)
- Qua la mano (Rascel e coro)

### II° Tempo
- Come colombi (coro)
- È mio marito” (Scala)
- Evviva (Rascel)
- Aspettando che spiova (coro)

### Discografia
- 1964: Renato Rascel - Delia Scala  Il giorno della tartaruga (CGD – FG 5013)